# George MacDonald Fraser
George MacDonald Fraser OBE (Carlisle, 2 de abril de 1925 - 2 de enero de 2008) fue un autor anglo-escocés tanto de novela histórica como de libros de no ficción.
Sirvió en el ejército británico durante la Segunda Guerra Mundial, trabajó después como periodista, y después de obtener fama como novelista, como guionista. Fue nombrado Oficial de la Orden del Imperio Británico en 1999. Es famoso sobre todo por la serie de novelas históricas de Harry Paget Flashman, escritas supuestamente por Harry Flashman, un cobarde y matón de ficción creado originalmente por Thomas Hughes en su libro Tom Brown's School Days. Los libros se presentan como "paquetes" de memorias escritas por un nonagenario Flashman, que recuerda sus tiempos de héroe del ejército británico durante el siglo XIX. Son novelas que destacan por sus adecuadas ambientaciones históricas.
La serie de Harry Flashman consta de trece títulos escritos entre el año 1969 y el 2005.
Por cronología de publicación: 
1. Harry Flashman (Flashman) (1969)
2. Royal Flash (Royal Flash) (1970)
3. Flashman el libertador (Flash for Freedom!) (1971)
4. Flashman y la carga de la Brigada Ligera (Flashman at the Charge) (1973)
5. Flashman y el gran juego (Flashman in the Great Game) (1975)
6. Flashman y señora (Flashman's Lady) (1978)
7. Flashman se va al Oeste (Flashman and the Redskins. The Forty-Niner) (1982)
8. Flashman y los pieles rojas (Flashman and the redskins) (1982)
9. Flashman y el dragón (Flashman and the Dragon) (1985)
10. Flashman y la montaña de luz (Flashman and the Mountain of Light) (1990)
11. Flashman y el ángel del señor (Flashman and the Angel of the Lord) (1994)
12. ¡Tres hurras por Flashman (Flashman and the Tiger) (1999)
13. Flashman a la conquista de Abisinia (Flashman on the March) (2005)

Por Cronología de las aventuras:
1. Harry Flashman (Flashman): 1839-1842
2. Royal Flash (Royal Flash): 1842-43 1847-48
3. Flashman y señora (Flashman's Lady): 1842-45
4. Flashman el libertador (Flash for Freedom!): 1848
5. Flashman se va al Oeste (Flashman and the Redskins. The Forty-Niner): 1849-50
6. Flashman y la carga de la Brigada Ligera (Flashman at the Charge): 1854
7. Flashman y el gran juego (Flashman in the Great Game): 1856
8. Flashman y el ángel del señor (Flashman and the Angel of the Lord): 1859
9. Flashman y el dragón (Flashman and the Dragon): 1860
10. Flashman a la conquista de Abisinia (Flashman on the March): 1868
11. Flashman y los pieles rojas (Flashman and the redskins): 1875
12. ¡Tres hurras por Flashman! (Flashman and the Tiger): 1878, 1883-84
13. Flashman y la montaña de luz(Flashman and the Mountain of Light): 1887